# Aargauer Zeitung
L’Aargauer Zeitung est un quotidien suisse de langue allemande publié à Aarau. Il est né en 1996 de la fusion de l’Aargauer Tagblatt et de la Badener Tagblatt. Il appartient au groupe de presse AZ Medien. Son tirage s’élève à 130 000 exemplaires. En importance, c’est le troisième tirage de la presse quotidienne suisse.[réf. souhaitée]

## Description

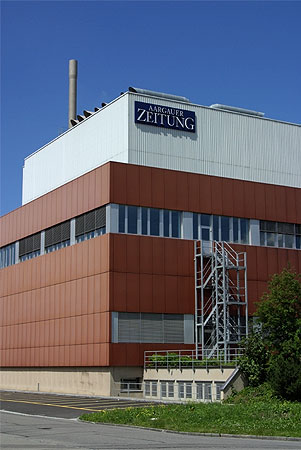
Le siège du journal à Aarau

Depuis 2002, l’Aargauer Zeitung, la Solothurner Zeitung, l’Oltner Tagblatt et la Zofinger Tagblatt travaillent ensemble sous le titre de Mittelland Zeitung (MZ).